# Samjhauta
Samjhauta (en népalais : भेडिहारी) est un comité de développement villageois du Népal situé dans le district de Parsa. Au recensement de 2011, il comptait 6 995 habitants.